# 16227 Emilykang
16227 Emilykang è un asteroide della fascia principale. Scoperto nel 2000, presenta un'orbita caratterizzata da un semiasse maggiore pari a 2,874526 UA e da un'eccentricità di 0,082342, inclinata di 0,952798° rispetto all'eclittica. Ha un diametro di 5,741 km e un periodo di rotazione di 3,557035 ore.